# Sedma legislatura Italijanske republike
Sedma legislatura Italijanske republike je bilo obdobje rednega zasedanja parlamenta Italijanske republike med 5. julijem 1976 in 19. junijem 1979. 

## Vlade
- Vlada Andreotti III
  - 29. julij 1976 – 11 March 1978
  - predsednik: Giulio Andreotti (DC)
- Vlada Andreotti IV
  - 11. marec 1978  - 20. marec 1979
  - predsednik: Giulio Andreotti (DC)
- Vlada Andreotti V
  - 20. marec 1979 – 4. avgust 1979
  - predsednik: Giulio Andreotti (DC)

## Predsednik poslanske zbornice
- Pietro Ingrao, PCI
  - 5. julij 1976  - 19. junij 1979

## Predsednik senata
- Amintore Fanfani, DC
  - 5. julij 1976  - 19. junij 1979